# Włodzimierz Schmidt
Włodzimierz Schmidt   (Poznań, 10 d'abril de 1943 - 1 d'abril de 2023) fou un jugador d'escacs polonès, que tenia el títol de Gran Mestre des de 1976. Anteriorment, havia obtingut el títol de Mestre Internacional el 1968. El 2004 la FIDE li va atorgar el títol de FIDE Senior Trainer, el màxim títol d'entrenador internacional.
Tot i que des de l'octubre de 2021 estava inactiu, a la llista d'Elo de la FIDE de l'abril de 2023, hi tenia un Elo de 2190 punts, cosa que en feia el jugador número 631 de Polònia. El seu màxim Elo (en els darrers 20 anys) va ser de 2465 punts, a la llista de gener de 1992 (posició 402 al rànquing mundial).

## Resultats destacats en competició
Schmidt va ser Campió de Polònia en set ocasions: els anys 1971, 1974, 1975, 1981, 1988, 1990 i 1994.
En torneigs, va guanyar o empatar al primer lloc a Lublin 1970, Polanica Zdrój (Memorial Rubinstein 1973, Malmö 1977, Bagneux 1980, Polanica Zdrój 1981, Smederevo 1981 i Vinkovci 1986, i fou segon ex aequo a Varsòvia 1987.

### Participació en competicions per equips
Schmidt va jugar, representant Polònia, en 14 Olimpíades d'escacs entre1962 i 1994.